# دیدارهای فوتبال انگلستان و آلمان
تیم‌های فوتبال آلمان و انگلستان ۲۹ بار با هم مسابقه داده‌اند که ملی‌پوشان انگلستان ۱۲ بار موفق به پیروزی شدند و آلمان‌ها ۱۴ بار و ۳ مسابقه هم با نتیجه مساوی پایان یافته است. تیم آلمان در این ۳۲ بازی ۴۸ گل خورده و ۳۹ بار نیز دروازه تیم مقابل خود را باز کرده‌است. فینال جام جهانی فوتبال ۱۹۶۶، و نیمه‌نهایی‌های جام جهانی فوتبال ۱۹۹۰ و جام ملت‌های اروپا ۱۹۹۶ از مهم‌ترین دیدارهایی که این دو تیم به مصاف یکدیگر رفته‌اند.